# Calzada de Don Diego
Calzada de Don Diego ist ein westspanischer Ort und eine Gemeinde (municipio) mit 131 Einwohnern (Stand: 2024) in der Provinz Salamanca in der Region Kastilien und León. Neben dem Hauptort Calzada gehören zur Gemeinde die Ortschaften Carnero und El Tejado sowie die Wüstung El Vecino.
Von 1974 bis 1981 war Calzada de Don Diego Teil der Gemeinde von Barbadillo.

## Lage und Klima
Die ca. 815 m hoch gelegene Gemeinde Calzada de Don Diego befindet sich im Süden der altkastilischen Hochebene (meseta). 
Die Stadt Salamanca ist knapp 20 Kilometer in ostnordöstlicher Richtung entfernt. Durch die Gemeinde führt die Autovía A-62. Das Klima im Winter ist durchaus kühl; die geringen Niederschlagsmengen (550 mm/Jahr) fallen – mit Ausnahme der nahezu regenlosen Sommermonate – verteilt übers ganze Jahr.

## Bevölkerungsentwicklung
| Jahr      | 1970 | 1981 | 1991 | 2001 | 2011 | 2021 |
| Einwohner | 516  | -    | 315  | 248  | 199  | 148  |

Der kontinuierliche Bevölkerungsrückgang der Gemeinde basiert im Wesentlichen auf dem Fortzug der durch die Mechanisierung der Landwirtschaft und der Aufgabe bäuerlicher Kleinbetriebe arbeitslos gewordenen Landbevölkerung (Landflucht).

## Sehenswürdigkeiten
- Dominikuskirche (Iglesia de Santo Domingo de Guzmán)

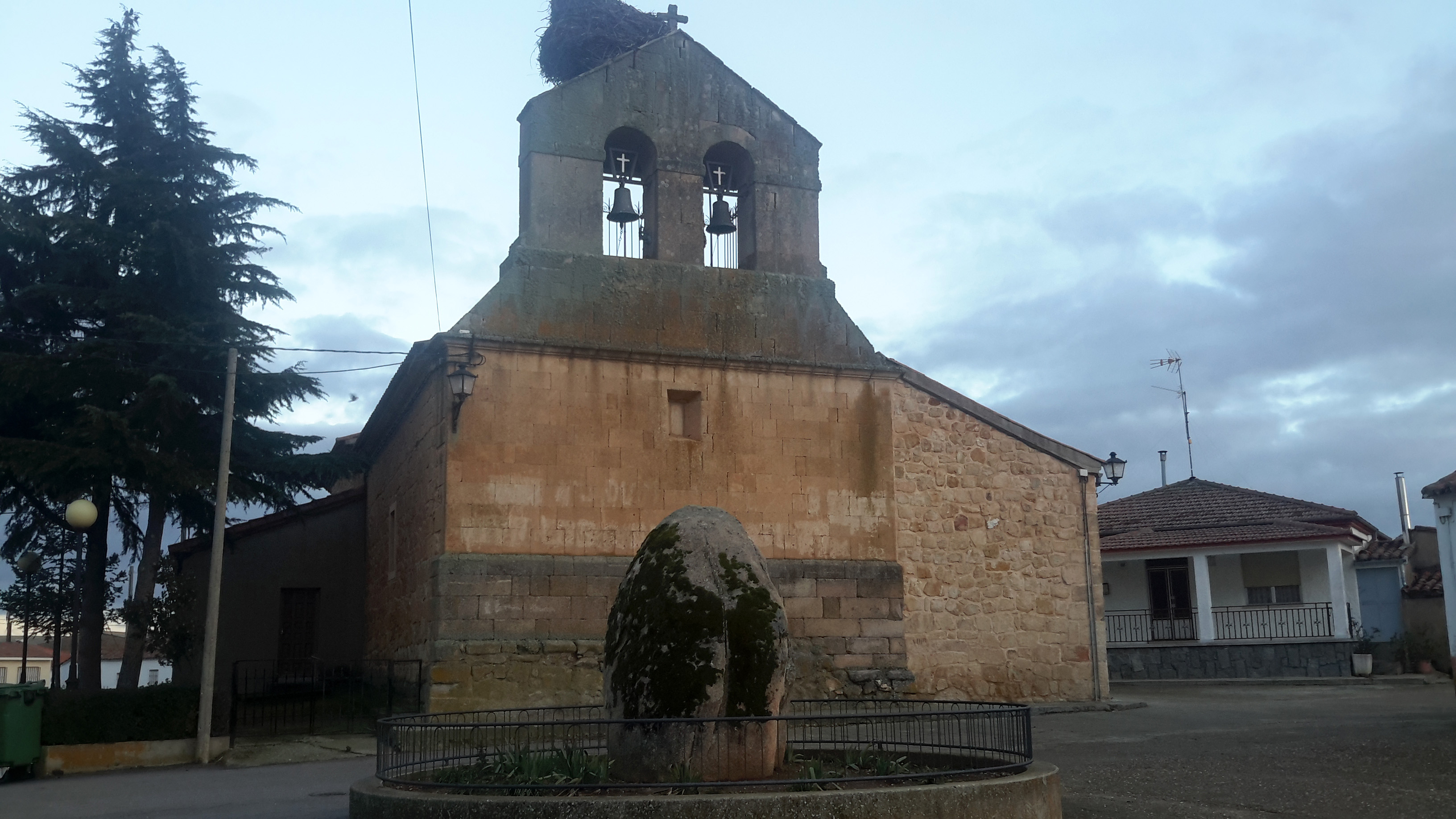
Dominikuskirche